# Trichonta brevicauda
Trichonta brevicauda är en tvåvingeart som beskrevs av Lundstrom 1906. Trichonta brevicauda ingår i släktet Trichonta och familjen svampmyggor. Arten är reproducerande i Sverige. Inga underarter finns listade i Catalogue of Life.